# Multipoint Control Unit
Die Multipoint Control Unit (MCU) ist ein zentraler Sternverteiler für Videokonferenzen. Über eine MCU werden die Datenströme von mehreren Konferenzteilnehmern empfangen und je nach Konfiguration verarbeitet und an alle Teilnehmer zurückgesendet. Eine MCU kann in Hard- oder Software realisiert sein.
Die Datenströme können auf folgende Arten verarbeitet werden:
Continuous Presence
Alle Videodatenströme werden zusammengefasst und an alle Teilnehmer zurückgesendet, so können sich die Teilnehmer gleichzeitig gegenseitig sehen.
Voice Switching
In dieser Betriebsart wird immer nur der Videostrom des momentan sprechenden Teilnehmers an alle anderen Teilnehmer gesendet.
Darüber hinaus kann eine MCU auch die Videoströme einiger oder aller Teilnehmer zu einem neuen Strom zusammenrechnen, beispielsweise kann der aktuelle Redner den größten Teil des Bildes füllen, während die anderen Teilnehmer als Miniaturansicht am Bildschirmrand zu sehen sind.
Eine MCU arbeitet immer mit einem Gatekeeper zusammen, der dafür sorgt, die eingehenden Verbindungen zu verwalten, die aus dem IP- oder Telefonnetzwerk aufgebaut werden können.